# Стеніла
Стеніла (рум. Stănila) — село у повіті Бузеу в Румунії. Адміністративно підпорядковане місту Нехою.
Село розташоване на відстані 110 км на північ від Бухареста, 47 км на північний захід від Бузеу, 131 км на захід від Галаца, 63 км на південний схід від Брашова.

## Населення
За даними перепису населення 2002 року у селі проживали 46 осіб, усі — румуни. Усі жителі села рідною мовою назвали румунську.